# 西螺鎮
西螺鎮位於臺灣雲林縣北部，北以濁水溪與彰化縣為界。由於全境地形平坦、氣候溫和與土壤肥沃，開發甚早，在清代已有數項水利設施，且因地處濁水溪南畔而早年設有渡口，曾是彰化與雲林之間的重要門戶與區域商業中心。後因中山高速公路的設置，減弱其南北交通門戶的地位，經濟發展趨緩。
由於西螺鎮的早期開拓者追思故土泉州府惠安縣螺陽鎮之故，因此有「螺陽」之雅稱。境內經濟產業以農業為主，特產上有稻米、醬油與麻糬，其中稻米「西螺米」的優良品質也使該鎮有「嘉南米倉」之譽。此外位於境內的西螺果菜市場辦理果菜共同運銷，供應了全臺三分之一的蔬果產量，是台灣規模最大的蔬果集散中心，而在果菜運銷所攜入的人潮之下，也維持了該鎮一定的繁榮程度之商業活動。

## 歷史

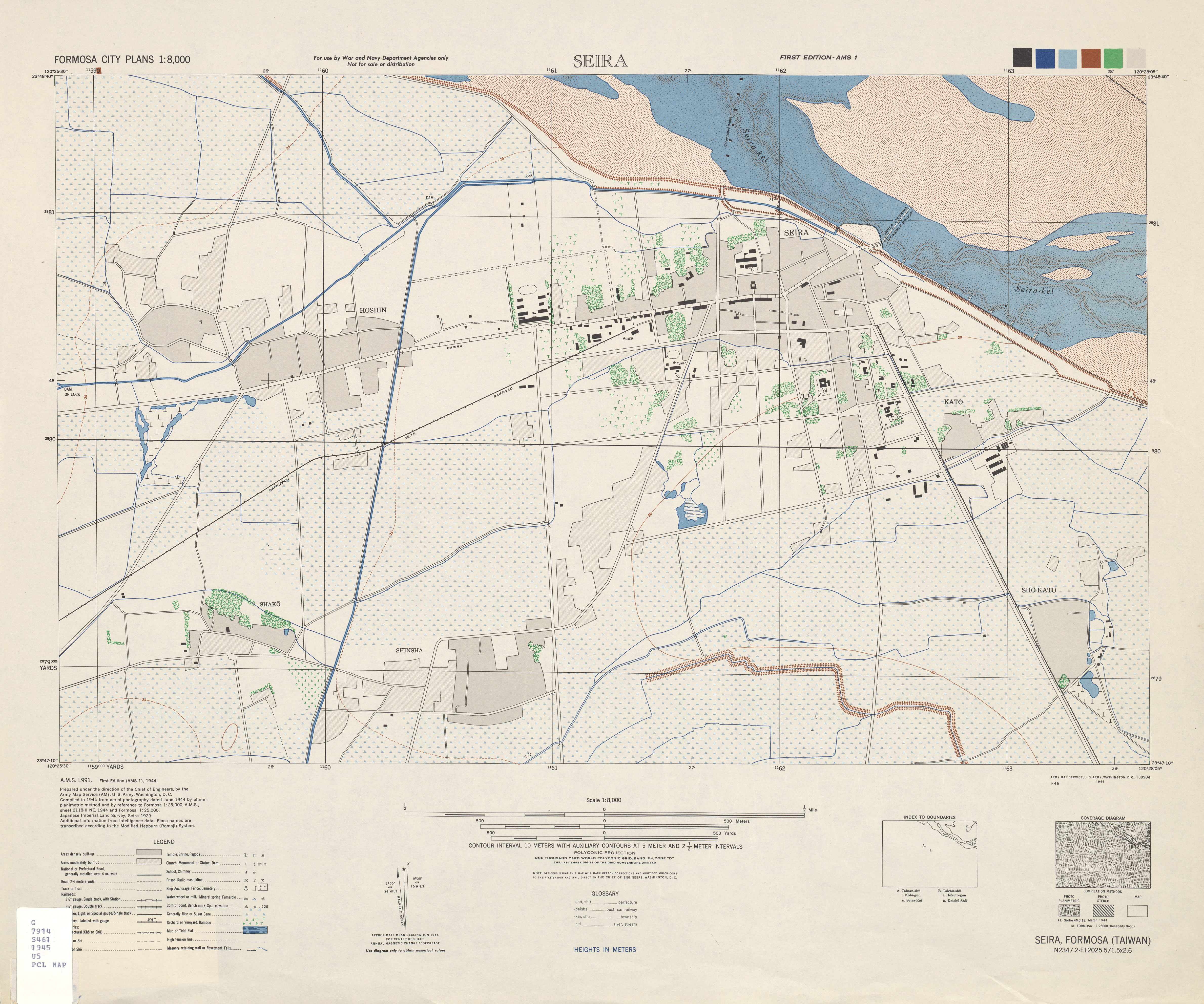
1945年美軍繪製的西螺地圖。

西螺鎮名稱來源自臺灣原住民巴布薩族Sailei社之社址，漳州人以其鄉音而稱之為「西螺社」，荷蘭人則稱之為「Sorean」。古時又有稱之為「螺陽」者，係開拓者為追思故土泉州府惠安縣螺陽鎮之故，為古時文人墨士所用之雅稱。
西螺最早的居民為平埔族群的巴布薩族人，荷蘭時代獎勵漢人移駐開墾，漢人乃漸漸增多。清治時期初期，西螺為臺灣墾殖的重鎮，最初稱為「西螺堡」，隸屬彰化縣。早期至此地開墾的漢人之中，來自中國福建省泉州府惠安縣者居多。開拓先祖為追思故土惠安縣（即螺陽）而以螺陽之名為故鄉文化傳揚。光緒11年（1887年）臺灣建省後，增設雲林縣，西螺始劃歸雲林。
日治時期初期，西螺隸屬臺中縣嘉義支廳，1897年改屬雲林出張所，1900年又改隸嘉義縣斗六辦務署。1901年再改屬斗六廳管轄，到了1911年，斗六廳廢止，改隸屬於嘉義廳，1920年，重劃行政區，總督府公告實施「五州二廳」，西螺屬臺南州虎尾郡管轄，並設西螺街役場。戰後初期，1945年，西螺街役場改名西螺鎮公所，臺南縣所轄，1950年（民國三十九年）10月，改雲林縣管轄。

## 地理

### 水文
西螺位於濁水溪下游，屬於濁水溪沖積平原，由於土壤肥沃遼闊，還有豐富水源可供灌溉，故發展快速，成為農產豐饒的穀倉，全臺灣有三分之一的蔬菜從這裡產出。濁水溪河道曾數度變更，溪到下游時分北斗溪、西螺溪、虎尾溪入海，日治時代因實施水利防洪計畫，堵塞北斗溪與虎尾溪，使西螺溪成為濁水溪的主流，河道拉寬而呈現在的面貌。

### 氣候
西螺屬副熱帶季風氣候，一月平均溫度在16℃以上，七月平均溫度在29℃以上，年平均溫度在23℃以上，全年適合農作物生產。氣候宜人，沒有寒冬。西螺屬平原區，無高山依恃，雖有季風但無地形雨。氣流不易在此停留，雨量較丘陵地少。雨量集中在夏季4-8月中，秋冬時期較少降雨。 需仰賴灌溉維持農作物生長。

### 人口
根據雲林縣西螺戶政事務所統計，2024年底西螺鎮戶數約1.6萬戶，人口約4.4萬人。全境人口主要分布於北側的西螺街區，為西螺鎮人口最為密集的地區。鎮內人口最多與最少的里分別是漢光里與永安里，2024年底兩里人口分別為6,058人與335人。西螺鎮與雲林縣其他地區相同，面臨人口老化與少子化的問題，2024年底時，西螺鎮總人口中，有12.51%的年齡在0至14歲，67.17%是15至64歲人口，65歲以上人口則有20.32%。

## 政治

### 歷任首長
| 任次 | 姓名   | 黨籍       | 備註 |
| ---- | ------ | ---------- | ---- |
| 1    | 李其雄 |            |      |
| 2    | 李萬坤 |            |      |
| 3    | 廖秉輝 |            |      |
| 4    | 廖秉輝 |            |      |
| 5    | 李騰芳 |            |      |
| 6    | 李騰芳 |            |      |
| 7    | 郭朝森 |            |      |
| 8    | 廖萬金 | 中國國民黨 |      |
| 9    | 廖萬金 | 中國國民黨 |      |
| 10   | 程錦崙 | 中國國民黨 |      |
| 11   | 程錦崙 | 中國國民黨 |      |
| 12   | 林中禮 | 民主進步黨 |      |
| 13   | 林中禮 | 民主進步黨 |      |
| 14   | 謝金治 | 無黨籍     |      |
| 15   | 蕭澤梧 | 無黨籍     |      |
| 16   | 蕭澤梧 | 無黨籍     |      |
| 17   | 鄭玲惠 | 民主進步黨 |      |
| 18   | 鄭玲惠 | 民主進步黨 |      |
| 19   | 廖秋萍 | 民主進步黨 | 現任 |

### 鎮政組織
西螺鎮公所是西螺鎮最高層級的地方行政機關，在中華民國政府架構中為鎮自治的行政機關，同時負責執行縣政府及中央機關委辦事項，西螺鎮的自治監督機關為雲林縣政府。鎮長由全體鎮民直接選舉產生，任期為四年，可連選連任一次。西螺鎮公所並置鎮政會議，為鎮政最高決策機構，在鎮長之下，設有5課4室等9個內部單位及5個附屬機關。
西螺鎮民代表會是西螺鎮的最高民意機關，代表西螺鎮全體鎮民立法和監察鎮政。鎮民代表由公民直選選出，任期為四年，可連選連任。西螺鎮民代表會共有11位鎮民代表，分別為第一選區6席鎮民代表、第二選區2席鎮民代表、第三選區1席鎮民代表、第四選區2席鎮民代表，主席、副主席由11位鎮民代表互選產生。

### 行政區
現今西螺鎮行政範圍的確立，來自於1920年，日本將臺灣十二廳改為五州二廳，設西螺街屬臺南州虎尾郡:464。西螺街轄西螺、茄苳、新宅、三塊厝、埤頭垻、頂湳、社口、埔心、下湳、吳厝、新社等11個大字:463。1945年，改為「西螺鎮」，屬臺南縣虎尾區。1950年，調整行政區域，西螺鎮改隸新成立的雲林縣。
西螺鎮共轄27個里，其行政區域分布情形為：
| 次分區 | 里名   | 里名   | 里名   | 里名   | 里名   | 里名   | 里名   | 里名   | 里名   | 里名   | 里名   | 里名   |
| ------ | ------ | ------ | ------ | ------ | ------ | ------ | ------ | ------ | ------ | ------ | ------ | ------ |
| 北區   | 振興里 | 大園里 | 廣福里 | 正興里 | 永安里 | 中和里 | 福興里 | 光華里 | 中興里 | 漢光里 | 新安里 | 新豐里 |
| 東區   | 大新里 | 埤頭里 | 東興里 | 廣興里 | 鹿場里 | 頂湳里 |        |        |        |        |        |        |
| 南區   | 吳厝里 | 九隆里 | 下湳里 | 七座里 | 公舘里 |        |        |        |        |        |        |        |
| 西區   | 詔安里 | 河南里 | 安定里 | 福田   |        |        |        |        |        |        |        |        |

## 經濟
西螺因為農產豐饒，農業發展多元，醬油產業、蔬菜生產、西螺米、豆皮等都是西螺的特色。

### 農業

#### 醬油產業
醬油產業在西螺已有百年以上的歷史，因為水質、溫度和濕度的合宜，西螺號稱臺灣的「醬油王國」。西螺醬油芳香、黏稠，風味特殊。

#### 蔬菜生產
西螺生產了全台灣高達三分之一的蔬菜，控制了國內蔬菜行情。西螺的蔬菜是由農會輔導，採網狀栽培的方式專業生產，這種方式可以降低雨、蟲害帶來的損失，提升生產蔬菜的品質。近年來更積極推廣有機蔬菜的栽培。

#### 西螺米
濁水溪從上游帶來黏性高的土壤，配合濁水灌溉，適合種植稻米。日治時代日本天皇亦指定要食用西螺米。

#### 豆皮
因西螺盛產稻米，而粗糠為豆皮生產時主要的燃料，加上西螺的水質富含石灰，製作豆皮時易於凝結，提供生產豆皮良好的條件。

#### 麻糬
由於西螺一帶盛產稻米，自清朝以來當地居民將豐收的的稻米製作成麻糬，有別台灣東部的麻糬特別黏稠，1940~1980為全盛時期，西螺鎮上有10家專門製作麻糬的糕餅店，1980後台灣工商業發達後人口大量外移，麻糬甜點製作的業者逐漸凋零，再者沒有大量推廣現在已經沒落，只有民家自己製作家中私密甜點。。近來因媽祖進香等活動帶動人潮觀光，西螺鎮上又開始出現商業製作麻糬的店家。

### 商業
西螺是農產集散中心，由於運輸帶來的人潮，使西螺的商業活動維持一定水準，早年延平路是本鎮商業中心，現今永安、中和、福興、光華里，西螺大橋興建後加上水運衰退，市區轉移至中山路，擴展至光復西路、建興路。新興商業區廣福、正興、漢光、中興里，果菜市場原在漢光里，新安里與新豐里因設有新果菜市場，出現許多與農業、運輸相關商家。吳厝里因距離虎尾較近而前往虎尾消費。

## 文化

### 名勝古蹟

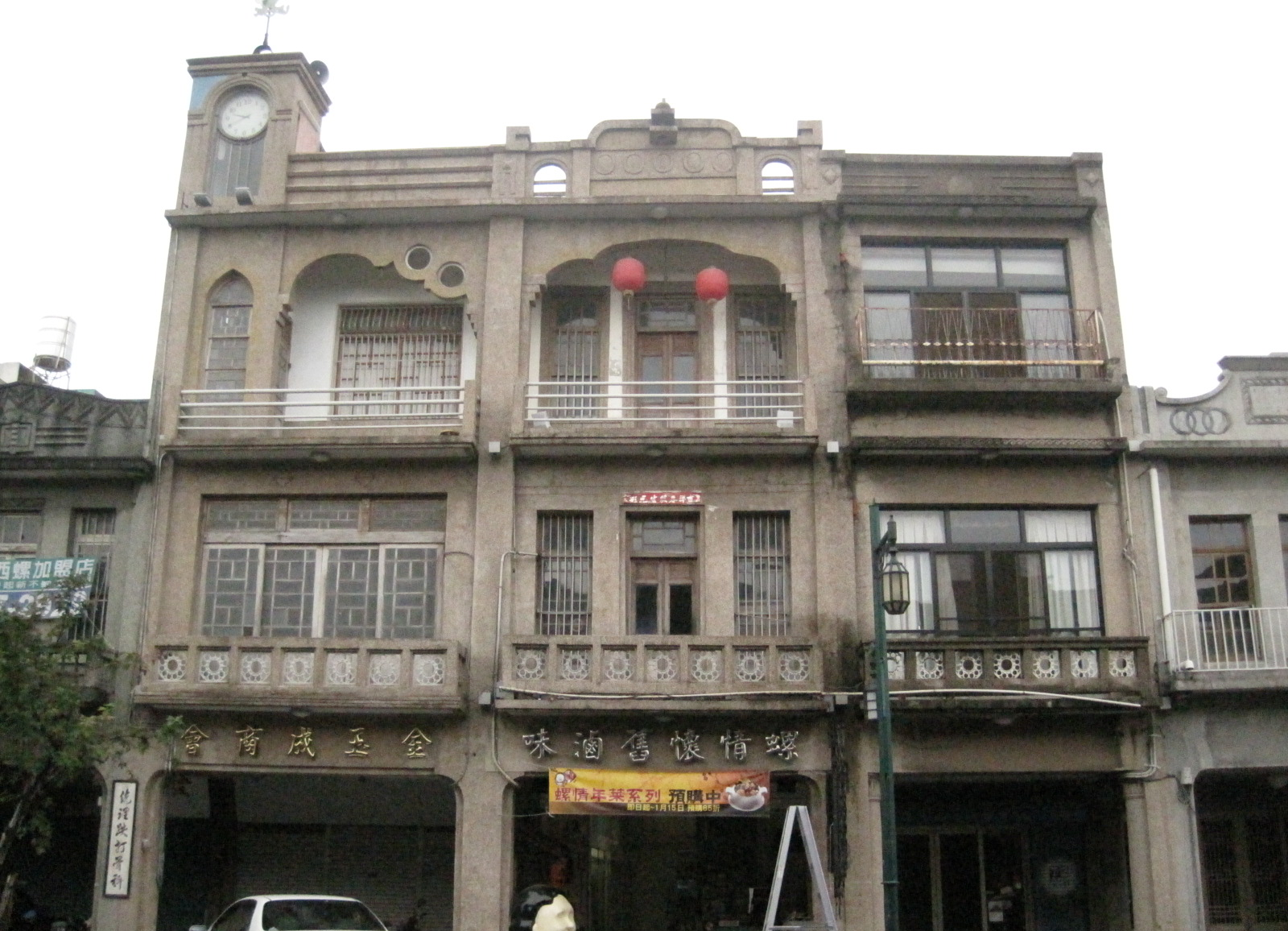
西螺延平老街上的金玉成鐘樓

- 西螺福興宮：創立於1717年，主祀西螺媽祖【太平媽】，當地人稱舊街媽祖宮。2013年以全台唯一秋收之後舉行媽祖繞境的「螺陽迎太平」西螺太平媽祖文化祭入選臺灣宗教百景
- 西螺廣福宮：同治十年（1871年）由廖振元帶領信徒前往湄洲迎神像，為「官請湄洲媽」，主祀湄洲天上聖母【新街老大媽】，亦有【國道媽祖】聖號。在107年正式列為『雲林縣縣定古蹟廟宇』。
- 振文書院：正殿為廟宇式建築，奉祀孔子，倉頡先師等。
- 張廖家祠：前身為繼述堂，現又稱崇遠堂，是張廖家族的祖祠。清朝道光28～29年（1849年～1850年），由張廖子孫共同捐資，於現今西螺鎮下湳里，興建的宗祠名為「繼述堂」[20]，民國17年（西元1928年）重修位在西螺鎮福田里新厝二十二號（於二崙往西螺約1.5公里公路引西圳橋南邊田園間），並將祠堂堂號，依第三條祖訓由「繼述堂」改稱為「崇遠堂」，民國44年（西元1955年）再度整建，民國74年（西元1985年）11月27日，被國家列為三級古蹟[21]。
- 西螺泰山石敢當：全台最大的泰山石敢當[22]。

### 基督教
- 西螺教會，位於西螺市區西側，為西螺鎮之基督信仰中心，由嘉義教會(今嘉義東門教會)分設，設立至今已有142年歷史，為雲林縣第一間基督教會。

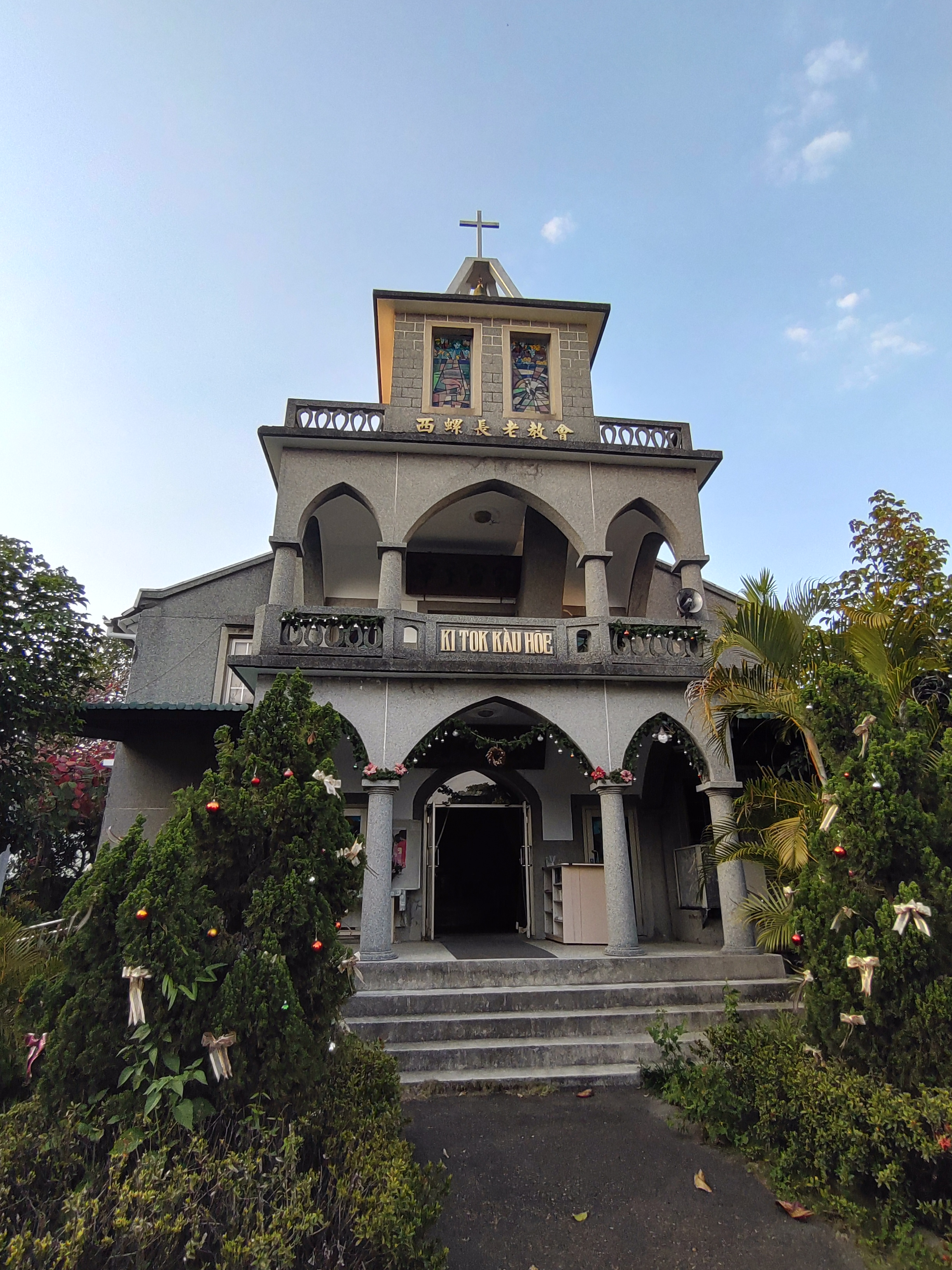
西螺教會禮拜堂，建於1951年，面向教會後門中山路
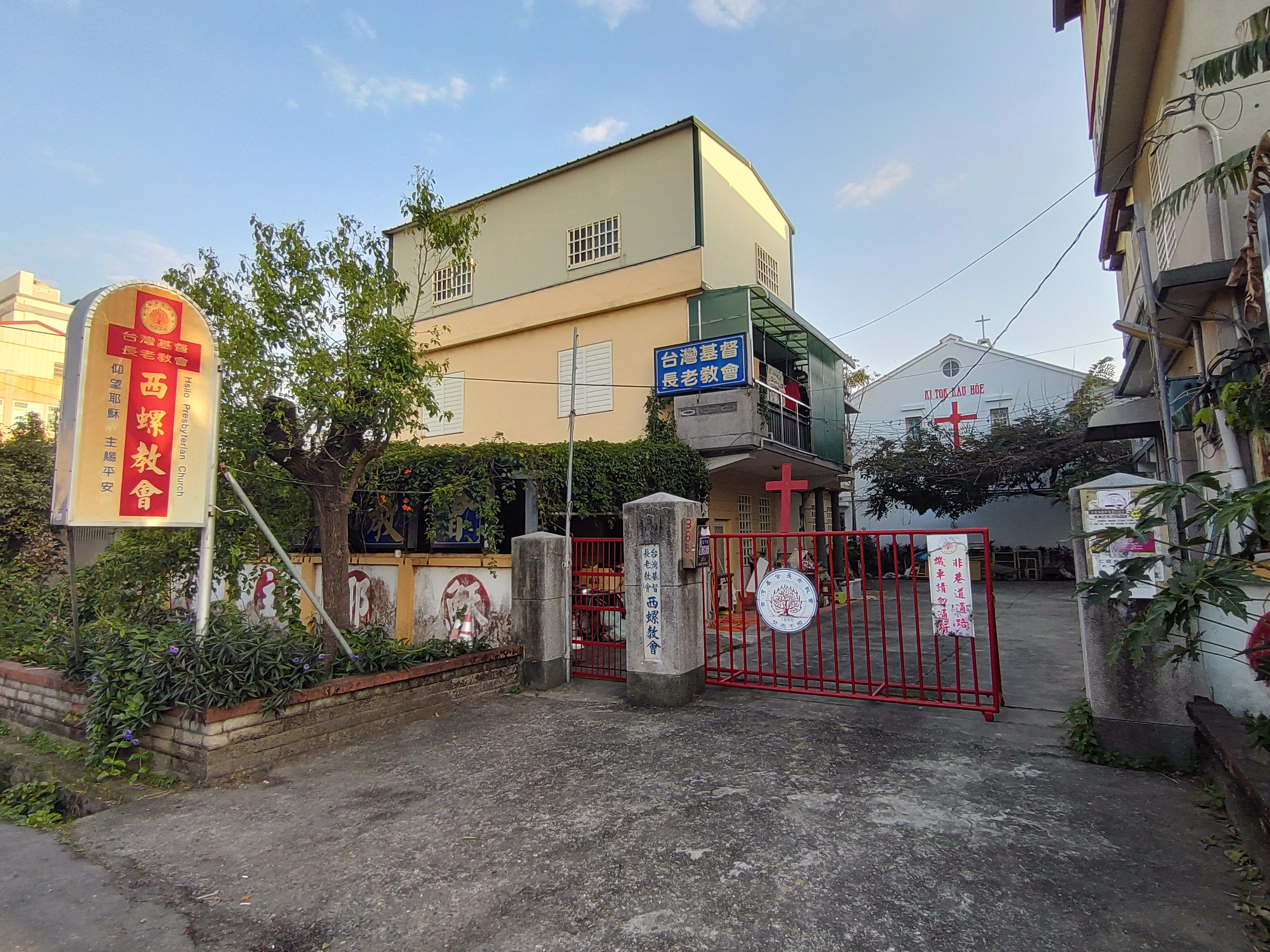
西螺教會位於延平路
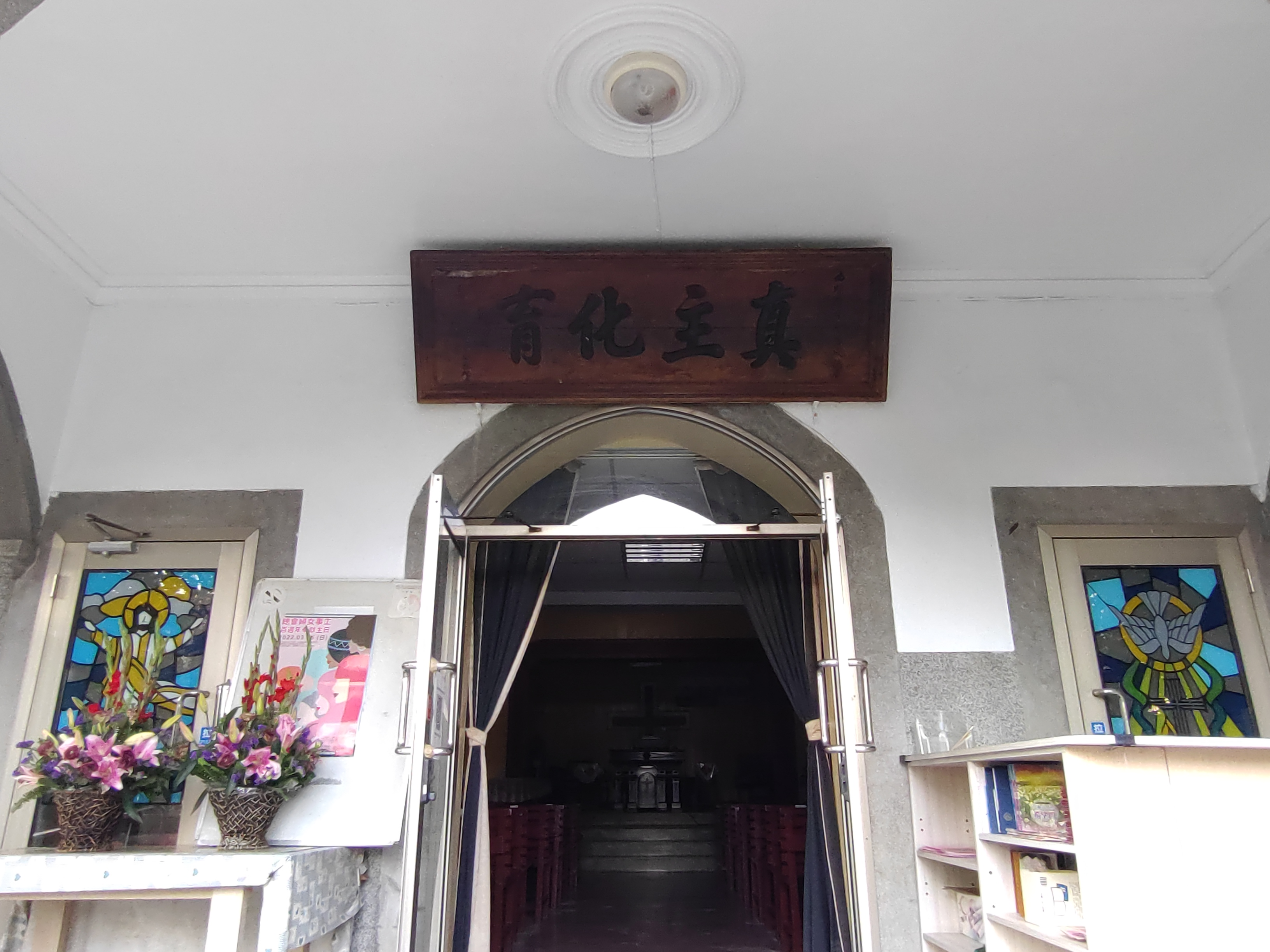
西螺教會禮拜堂正門真主化育匾額

## 教育

### 高級中等學校
- 國立西螺高級農工職業學校

### 國民中學
- 雲林縣立西螺國民中學
- 雲林縣私立東南國民中學（代用國中）

### 國民小學
- 雲林縣西螺鎮大新國民小學
- 雲林縣西螺鎮文昌國民小學
- 雲林縣西螺鎮安定國民小學
- 雲林縣西螺鎮廣興國民小學
- 雲林縣西螺鎮中山國民小學
- 雲林縣西螺鎮文賢國民小學
- 雲林縣西螺鎮文興國民小學
- 雲林縣西螺鎮吳厝國民小學

### 幼兒園
- 雲林縣西螺鎮立幼兒園
- 雲林縣西螺鎮私立大鳥幼兒園

## 醫療
- 彰化基督教醫院雲林分院
- 西螺育仁醫院
  - 育仁醫院附設護理之家

## 交通

### 鐵路
- 臺灣糖業
  - 西螺南州線（西螺＝溪州；1955年廢止）
  - 西螺線（虎尾＝西螺；1970年廢止）
- 往臺鐵斗六站可搭乘台西客運7133/7132班次較多，往斗南站及林內站班次較少且較慢
- 往高鐵雲林站可搭乘台西客運虎尾線（經下湳或二崙）但一日僅三班車，亦可搭乘計程車

### 公路
- 國道一號（中山高速公路）
  - 中沙大橋
  - 西螺服務區（229）由南仁湖企業營運
  - 西螺交流道（230）
- 台1線
  - 溪州大橋（新西螺大橋）
- 縣道145號
  - 西螺大橋
- 縣道154號
  - 縣道154甲線
- 縣道156號
- 雲林生活圈一號道路（規劃中）[23]

### 公車客運
- 臺西客運
  - 7101 虎尾－麥寮－雲林長庚醫院
  - 7103 斗南南站－麥寮
  - 7104 虎尾－宵仁厝－麥寮
  - 7112 虎尾－下街－麥寮
  - 7114 西螺－四湖
  - 7116 西螺－廣興－虎尾
  - 7117 西螺－下湳－虎尾
  - 7118 西螺－二崙－虎尾
  - 7132 西螺－饒平－斗六
  - 7133 西螺－埤源－斗六
  - 7134 西螺－林內
  - 7136 西螺－二崙－北港
  - 7701 嘉義－麥寮（與嘉義客運聯營）
  - 9016 臺中車站－四湖（與台中客運聯營）
- 日統客運
  - 7011 斗六－六輕
  - 7012 西螺－麥寮
- 嘉義客運
  - 7701 嘉義－麥寮（與臺西客運聯營）
- 員林客運
  - 6880 嘉義－西螺
  - 6881 員林－西螺
- 台中客運
  - 9016 臺中車站－四湖（與臺西客運聯營）
- 統聯客運
  - 1633 台北－北港－四湖鄉
  - 1635 台北－虎尾－四湖鄉
  - 1636 台北－西螺－四湖鄉
  - 1637 台北－西螺－林厝寮－四湖鄉
  - 7000 斗六－台北
  - 7001 北港－台北
  - 7002 四湖－台北
  - 7005 台北－中正大學－民雄
- 國光客運
  - 1838 台北－西螺－高雄
  - 1839 台北－西螺－屏東
  - 1862 桃園－西螺－高雄

## 旅遊

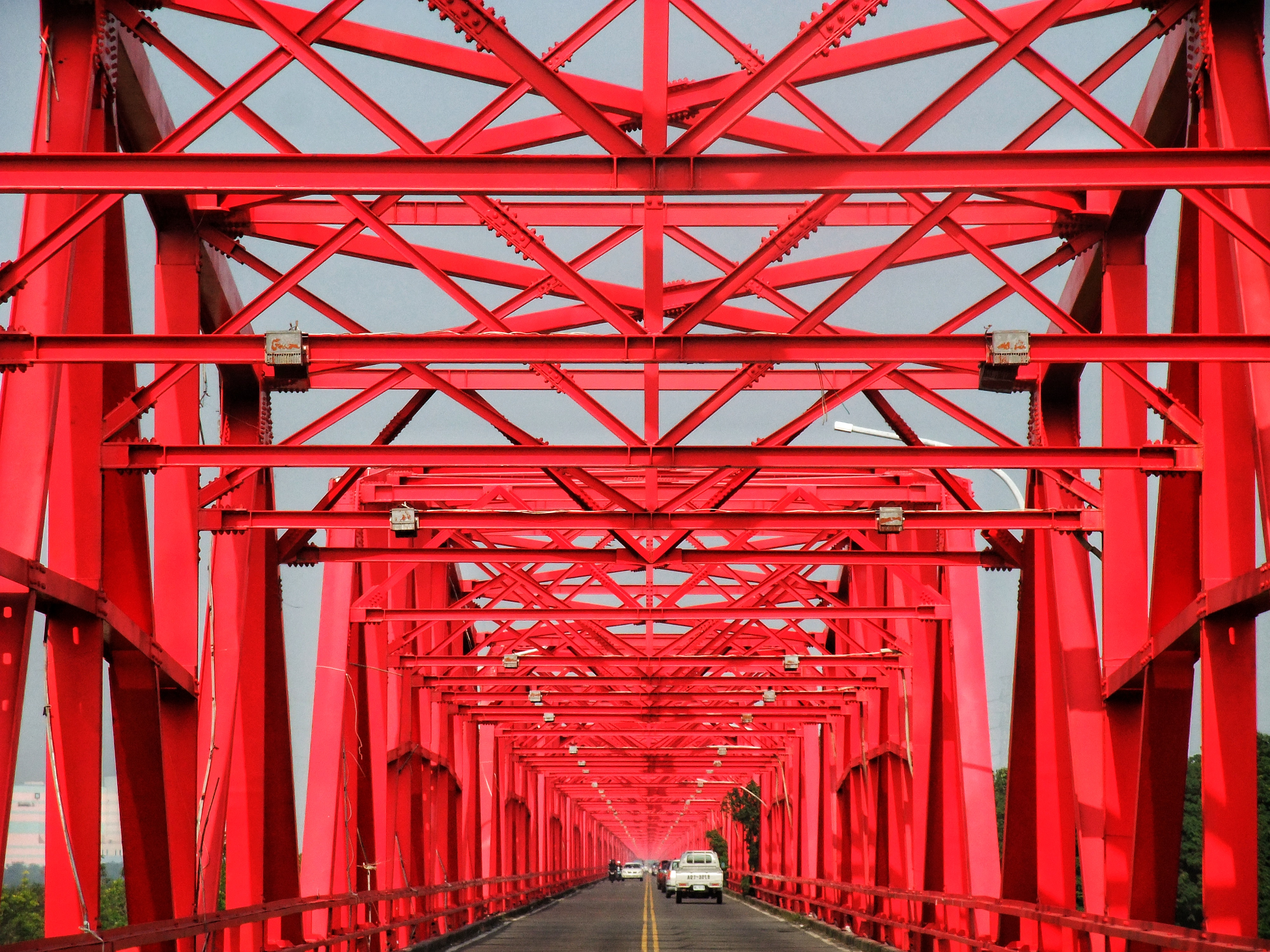
西螺大橋

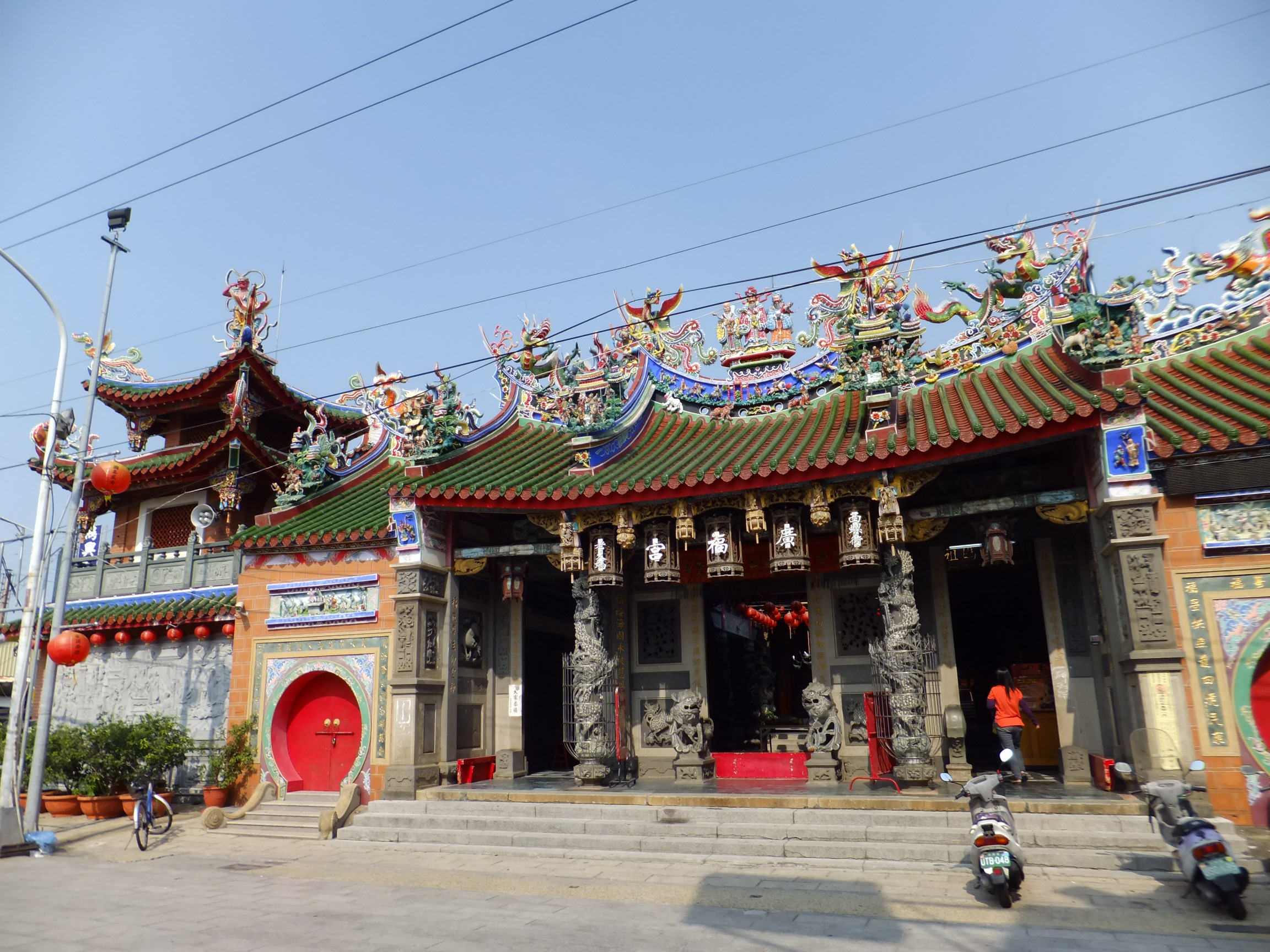
西螺廣福宮

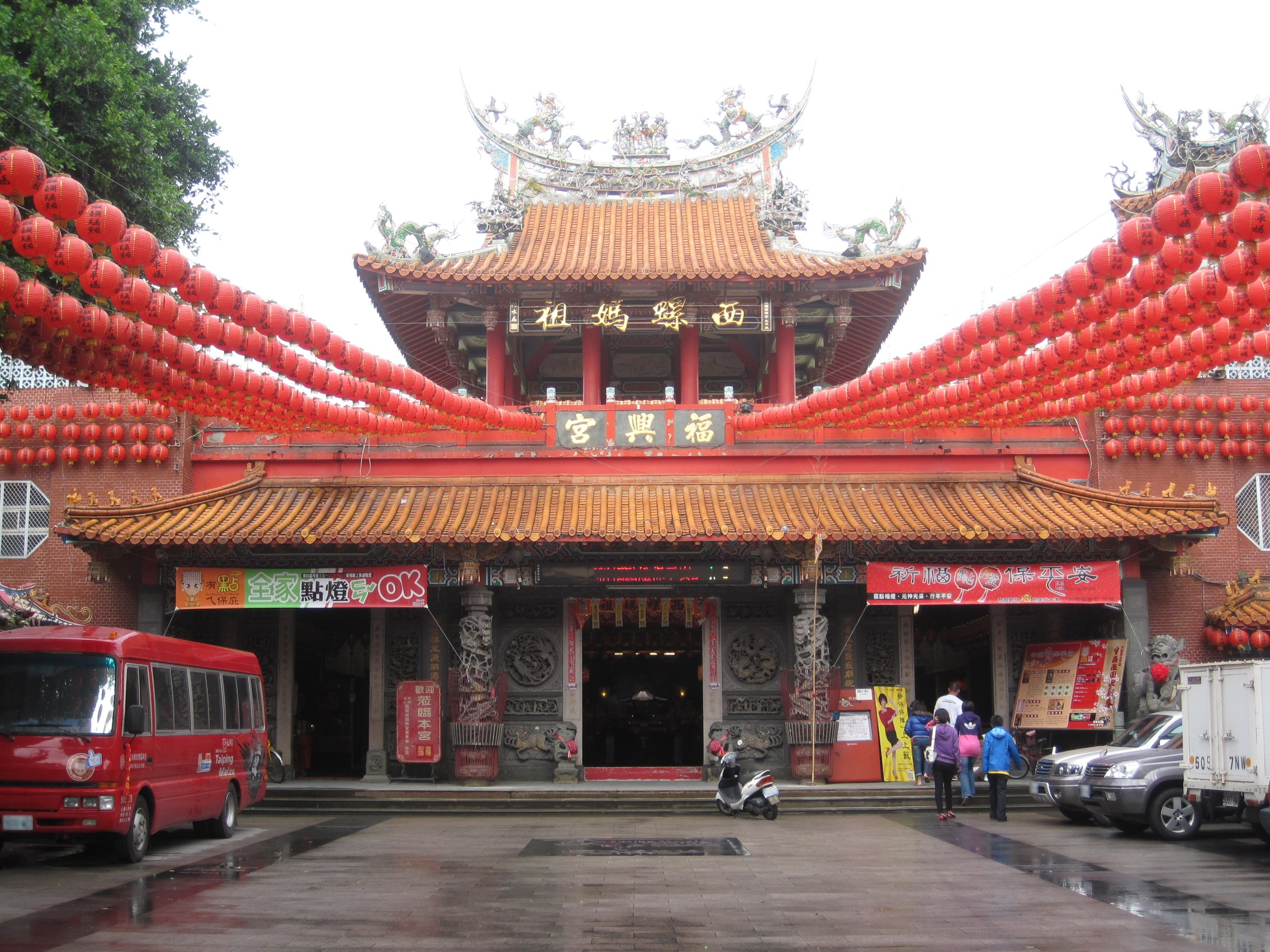
西螺福興宮

- 西螺大橋：橫跨濁水溪，連接雲林及彰化兩縣，1953年建成。全長1,939.03公尺，當時為遠東第一，於全世界則僅次於舊金山的金門大橋。隨著每年舉辦「西螺大橋觀光文化節」，增加觀光產業資源，是眾多廟宇由濁水溪以北前往北港或新港進香活動必經橋樑。
- 西螺老街：當地人稱延平老街。六十多年歷史的西螺鎮延平路老街，建築呈現1930年代流行的「裝飾派」風格，是台灣建築從傳統過渡到現代的中間型[8]。
- 西螺廣福宮：主祀天上聖母，俗稱「老大媽」，長期守護國道高速公路安全更每年舉行部份服務區巡境因此又稱「國道媽祖」。香火發源自1644年，先民自湄洲祖廟恭請【老大媽】來台，在螺陽落腳，搭寮為廟，後因聖母神威顯赫，由當時西螺堡內53庄（今120庄），廣東、福建先民捐資建廟，因而命名為『廣福宮』。
- 西螺福興宮：俗稱舊街媽祖廟。奉祀主神是天上聖母（太平媽）。媽祖自1717年來台，人尊稱其為「太平媽」[8]，又名西螺媽祖，近期[何时？]更封號「濁水溪守護神」。自2003年起每年秋季舉辦「螺陽迎太平－西螺媽祖文化祭」活動外，過年期間也會舉辦慶團圓活動，更是每年農曆三月大甲媽祖遶境的駐駕點之一，盛況空前。
- 西螺福天宮：俗稱社口媽，起源於1713年，起先新社、社口二庄還是地廣人稀，當時有兩個肩販（當時無人記載其姓氏不詳）常常南下樸子腳地方經商，有一天禱告樸樹宮二媽得到默佑，其心萌感念之恩，遂奉請媽祖金身返故里朝夕虔拜，久而久之左鄰右舍禱之則靈，起先暫於茅屋奉棲。分靈起初間斷回朴子配天宮謁祖進香，於1983年連續謁祖進香三年，因建廟經費有限再度中斷。1996年，媽祖領旨重啟繞境周圍地區一天（社口、新社、魚寮、七座等地）；1999年，擴大遶境西螺地區三天；2002年，管理委員會王振同主任委員與時任福田里里長廖瑞玄及眾多信徒努力推動下，重啟往祖廟嘉義朴子配天宮謁祖進香，而社口媽進香團於西螺起駕後便搭車至北港大橋下車，隨後於嘉義地區繞境沿路村莊，而延續至今每年皆會舉辦「二姑婆回娘家」系列活動，是連結雲林與嘉義地區之感情盛事。西螺社口媽文化薪傳協會於2015年、2017年、2019年之國慶連假依聖母之意，舉辦共計三次全程徒步活動，探訪先賢於大正15年所留下之古路關。
- 西螺東市場：是位於西螺鎮延平老街的傳統市場。其歷史可追溯至清領時期形成於渡船頭附近的市集，為西螺最早的市集。在1950年代才建造了此市場建築，且使用了興建西螺大橋的剩餘木料，鋼筋混凝土部分為1965年完工。因商圈移轉導致市場逐漸沒落，東市場一度面臨拆遷爭議，後來在2011年修復完工。
- 西螺泰山石敢當：臺灣最大的石敢當。
- 阿善師墓

## 外部連結
- 西螺鎮公所（页面存档备份，存于）
- 西螺鎮公所的Facebook專頁
- YouTube上的西螺鎮民代表會頻道